# Várdulos

Localização dos Várdulos na Ibéria, segundo Ptolomeu

Os Várdulos eram um tribo pré-romana estabelecida no norte da Península Ibérica na actual Espanha.
Mencionados por Estrabão, que lhes chama Bardyétai e os situa na costa, entre os Cântabros e vascões, por Pompônio Mela e Plínio que também os situam na mesma região, dizendo Plínio que Porto Amano (a romana Flavióbriga, actual Castro-Urdiales, de onde viria o nome actual, derivado de Castrum Vardulies) era uma das suas cidades, e por Ptolomeu que os situa na actual Guipúzcoa. Esta discrepância pode dever-se a diferentes causas, como os movimentos migratórios forçados pelas Guerras Cantábricas ou, simplesmente, porque os diferentes autores romanos entendiam realidades distintas nos documentos administrativos que consultavam. Convém salientar que se tratam de zonas de transição entre territórios que sofreram várias modificações por falta de estabilidade da população.
Júlio Caro Baroja deixou outras considerações, indicando que a denominação Várdulo não tem origem basca, embora algumas referências de Plínio possam sugerir que tenham usado um idioma protobasco. Em 114 a.C. Caio Mário (156  86 a.C.) teve uma guarda pessoal onde constavam Várdulos, com quem foi a Roma, e lhes chamavam escravos Barduaioí. Pompônio Mela, algures no ano 44 diz-nos que habitavam nos Pirenéus e especifica claramente que os Várdulos formavam uma única nação, i.e., não se dividiam em tribos. A derrota dos cântabros perante Augusto não surtiu qualquer efeito para os Várdulos, que não se aliaram com os cântabros contra Roma.